# M'hamed Fakhir
M'hamed Fakhir (Casablanca, 27 juli 1953) is een Marokkaans voetbalcoach en voormalig betaald voetballer. Hij kwam als verdediger zijn hele voetballoopbaan voor Raja Casablanca uit. Fakhir is de meest succesvolste coach in Marokko. Hij tekende in augustus 2016 een drie jarig contract bij zijn geliefde Raja Casablanca

## Erelijst

### Erelijst als speler

#### MetRaja Casablanca
- 2 keer winnaar Beker van Marokko (1974, 1977)

### Erelijst als trainer/coach

#### MetRS Settat
- 1 keer winnaar GNF 2 (1999)
- 1 keer winnaar Beker van Marokko (2000)

#### MetHassania Agadir
- 2 keer winnaar van het Marokkaans landskampioenschap (2002, 2003)

#### MetFAR Rabat
- 1 keer winnaar van het Marokkaans landskampioenschap (2005)
- 3 keer winnaar van de Beker van Marokko (2002, 2003, 2008)
- 1 keer winnaar van de CAF Confederation Cup (2005)

#### MetRaja Casablanca
- 2 keer winnaar van het Marokkaans landskampioenschap (2011, 2013)
- 2 keer winnaar van de Beker van Marokko (1996, 2012)
  - Finalist: 2013